# Celmia mecrida
Celmia mecrida is een vlinder uit de familie van de Lycaenidae. De wetenschappelijke naam van de soort werd als Thecla mecrida in 1867 gepubliceerd door William Chapman Hewitson.